# Stařečka
Stařečka ( Stařečka, s předložkou 4. pád na Stařečku, 6. pád na Stařečce) je část města Třebíče, historicky mimo Podklášteří nejstarší část města. V roce 2016 třebíčský modelář Stanislav Vrška pracoval na modelu části Stařečka, ten dokončil v únoru roku 2017. V části obce žije 531 obyvatel.

## Umístění
Stařečka je ohraničena ulicemi Pražskou, Koželužskou a Řípovskou. Protéká jí i Stařečský potok a nachází se zde Máchovo jezírko. Nachází se zde Dělnické náměstí a ZŠ Bartuškova, své sídlo zde mají i továrny bývalého BOPA. Vede zde trať vlaku.

## Historie
Stařečka je jednou z nejstarších částí Třebíče. S největší pravděpodobností je zmiňována ve výčtu klášterního majetku z roku 1104 jako Starici. V té době měla nejspíše podobu jako osady, příp. vesnice.
Někdy kolem roku 1220 zde vznikla trhová vesnice, jež byla nástupce tržiště v Podklášteří, které již nedostačovalo svou velikostí a kvůli řece Jihlavě nemělo příliš možností se rozšiřovat. Tržiště na Stařečce bylo také předchůdcem města Třebíče, které později vzniklo o něco východněji. Tržní část Stařečky se do dnešních časů nedochovala, protože jižní část tržiště musela v 80. letech 20. století ustoupit výstavbě autobusového nádraží a průtahu silnice I/23 městem.

## Most v Poušově
Součástí je i Poušov, kde se nachází tzv. Baileyho most, který byl v roce 2018 rekonstruován. Stavba byla v květnu roku 2018 přerušena, neboť došlo k problémům s podložím, kdy nelze instalovat piloty nového mostu. Stavba byla dokončena na konci srpna 2018. V roce 2020 bylo oznámeno, že je možné, že most bude nahrazen dřevobetonovým mostem z kůrovcového kalamitního dřeva. Most této technologie, který by měl být postaven by měl být nejdelší v Evropě. Most by měl dosáhnout celkové délky 22 metrů, je to hraniční délka pro stavbu mostu touto technologií. Jádro mostu by mělo být z kůrovcového dřeva, na něm má být vozovka z betonu. Cena mostu by měla dosáhnout zhruba třetinových nákladů na stavbu mostu jinými technologiemi (tj. třetinu z částky 40 milionů Kč). Nosnost současného mostu je 2 tuny, nový most by měl mít omezenou nosnost na 3 tuny, fakticky ale unese více. Most by měl být stavěn jako přelivný, tj. při povodni bude smontováno zábradlí a voda přes most přeteče. Most by měl vydržet z důvodu použití mrtvého dřeva více než 100 let. Most bude osazen chytrými technologiemi, jako je například váha pro vážení nadměrných vozidel či automatická kamera. V listopadu roku 2022 byl Baileyho most uzavřen pro silniční dopravu.
Cílová cena zakázky by měla dosáhnout 17 milionů Kč, stavba by měla proběhnout mezi srpnem a listopadem roku 2023. Na počátku září roku 2023 byl původní most konstrukce Bailey sejmut a byl nabídnut k odprodeji spolkům a muzeím.
V září roku 2023 bylo oznámeno, že stavba potrvá déle, protože se musel upravit projekt, neboť byl zjištěn špatný stav původních piířů. V říjnu roku 2023 bylo oznámeno, že dokončení nového mostu se přesune až na červen roku 2024. Důvodem je horší stav mostních pilířů, než se čekalo a nutnost úpravy předpolí mostu. V listopadu roku 2023 bylo zjištěno, že poškození pilířů je horší a tak byly odstraněny a bylo nutno založit pilíře nové. Nové pilíře byly umístěna v březnu a v dubnu byla na místo dopravena konstrukce nového mostu. Je složena z dřevěných trámů z lepeného dřeva a železobetonovou deskou. Ta byla betonována ve vyvýšené polože a až po jejím dozrání a zpevnění byla uložena definitivně.
Most byl dán do provozu v polovině června. U mostu vzniklo i odpočinkové místo s lavičkou a jedním dílem původního Baileyho mostu, přes který lze pozorovat most nový. Původní most byl rozmontován, jeden díl byl umístěn k novému mostu, tři díly získalo Letecké muzeum v Koněšíně a tři díly Spolek vojenské historie. Most byl odprodán symbolicky za 2 koruny. Nosnost mostu byla později zvýšena z 2 tun na 3,5 tuny.
| Rok            | 1869 | 1880 | 1890 | 1900 | 1910 | 1921 | 1930 | 1950 | 1961 | 1970 | 1980 | 1991 | 2001 |
| -------------- | ---- | ---- | ---- | ---- | ---- | ---- | ---- | ---- | ---- | ---- | ---- | ---- | ---- |
| Počet obyvatel | 1465 | 1834 | 2532 | 2905 | 2897 | 3121 | 3241 | .    | .    | .    | 771  | 564  | 539  |

## Zajímavosti a pamětihodnosti
- Třebíčský větrný mlýn Větrník – větrný mlýn zbudovaný v 19. století
- Máchovo jezírko
- Stařečský potok
- Továrny BOPO
- Kozí farma, na které si lze vypůjčit kozu, se kterou se lze projít kozí stezkou.[22]